# مهندسی فرکانس رادیویی
مهندسی فرکانس رادیویی زیرمجموعه‌ای از مهندسی برق است که با وسایلی سر و کار دارند که فرکانس عملیاتی آن‌ها در محدودهٔ امواج رادیویی قرار می‌گیرد. این وسایل در رنج ۳کیلوهرتز تا ۳۰۰گیگاهرتز کار می‌کنند.
گسترۀ کار مهندسی فرکانس رادیویی را می‌توان به‌طور کلی به صورت زیر دسته بندی کرد:
1. تهیه و کنترل برخی انواع سیستم‌های انتقال/آنتن‌ها
2. تولید و دریافت سیگنال

## الکترونیک رادیویی
لیستی از مباحث الکترونیک رادیویی در زیر آمده است:
- RF
- نوسان
- فیلتر الکترونیکی
- رادیوی دیجیتال
- مدولاسیون